# Gäddsjön (Gåsinge-Dillnäs socken, Södermanland)
Gäddsjön är en sjö i Gnesta kommun i Södermanland och ingår i Trosaåns huvudavrinningsområde.